# Loweia reverdini
Loweia reverdini är en fjärilsart som beskrevs av Hermann Stauder 1921. Loweia reverdini ingår i släktet Loweia och familjen juvelvingar. Inga underarter finns listade i Catalogue of Life.